# 山本政彦
山本 政彦（やまもと まさひこ、1947年9月16日 - ）は、愛知県出身のプロゴルファー。

## 来歴
1973年にプロ入り。
1976年のフジサンケイクラシックでは初日をグラハム・マーシュ（オーストラリア）と共に68の4位タイでスタートし、2日目には岩下吉久・鈴木規夫・草壁政治と並んでの7位タイに着けた。
1976年の日本プロでは初日に69、2日目には66をマークし、能田征二・村上隆と並んでの3位タイに着けた。
1977年の美津濃トーナメントでは金本章生と共に草壁・内田繁・吉川一雄・土山録志に次ぐ6位タイに入り、1978年の札幌とうきゅうオープンでは初日を橘田規と共に5アンダー67の2位タイでスタートした。
1978年の中部オープンでは初日68で迎えた2日目には井上幸一・石井秀夫に次ぐ3位に着け、3日目には内田と並んでの5位タイとなるが、最終日には7位に入った。
1978年の日本国土計画サマーズでは2日目に草壁・井上と並んでの7位タイに着け、表蔵王国際東北オープンでは初日に66をマークして首位、産報クラシックでは初日を新井規矩雄・森憲二・小林富士夫・中東義昭・陳健振（中華民国）・横島由一と共に4アンダー68の8位タイでスタートした。
1979年の中部オープンでは3日目に内田と並んでの6位タイに着け、1981年の東海クラシックでは呂西鈞（中華民国）・金井・内田と並んでの8位タイに入り、1982年の静岡オープンでは初日を池田富茂・杉原輝雄・今井昌雪・青木基正と並んでの10位タイでスタートした。
1979年の東海クラシックでは初日を横井ジョウジ・吉川・上野忠美・草壁、アンディ・ノース&アンディ・ビーン（アメリカ）、尾崎将司・前田新作・内田袈裟彦と共に3アンダー69の2位タイでスタートした。
1979年のブリヂストントーナメントでは初日を草壁・重信秀人・河野高明・許勝三（中華民国）と共に3アンダー69の4位タイでスタートし、2日目には河野と共に大場・中嶋常幸・金井清一・郭吉雄（中華民国）・藤井春信・鈴木規・尾崎直道と並んでの10位タイに着けた。
1982年の関西プロでは2日目に金本・前田・山本善隆・宮本省三と並んでの5位タイ、3日目には三上法夫・杉原・出口栄太郎と並んでの3位タイに着け、最終日には中川敏明・倉本昌弘・日下敏治と並んでの4位タイに入った。
1982年のデサントカップ北国オープンでは鈴村照男と並んでの9位タイに入り、日本国土計画サマーズでは3日目に7位に着けた。
1983年の中日クラウンズでは泉川ピートと共に3日目に69をマークし、最終日にはマーシュ・森と並んでの8位タイに入った。
1991年の中部オープンを最後にレギュラーツアーから引退。